# Charles Semser
 (décembre 2014).
Si vous disposez d'ouvrages ou d'articles de référence ou si vous connaissez des sites web de qualité traitant du thème abordé ici, merci de compléter l'article en donnant les références utiles à sa vérifiabilité et en les liant à la section « Notes et références ».
Charles Semser est un peintre, sculpteur et céramiste américain né le 15 avril 1922 à Philadelphie (États-Unis) et mort le 20 février 2011 dans le 10ème arrondissement de Paris.

## Biographie
Charles Semser fait ses études de peinture à l’Académie de beaux-arts de Pennsylvanie et à la Fondation Barnes. Après son service militaire dans le Pacifique, il épouse Ethel Frey en 1947 et, avec une bourse d'études de peinture, le couple s’installe à Paris en 1949.
Pendant quelque temps, il expose ses peintures avec le groupe Cobra à travers l’Europe. Son art évolue, et il commence à s’intéresser à la sculpture. Le couple achète une vieille maison dans le Vexin, où Semser entreprend des travaux de ciment pour la restauration et l’aménagement de son atelier, ce qui lui inspire la création de ses sculptures en ciment. Cherchant à marier ce matériau industriel avec les couleurs vives si importantes pour lui en tant que peintre, il expérimente longuement pour mettre au point sa propre technique de « ciment coloré dans la masse ». Sur une armature métallique, il crée des sculptures figuratives en ciment, richement colorées, satiriques, et parfois monumentales.
Dès 1964, il se consacre exclusivement à la sculpture, créant un panorama de personnages de tailles variées pour des expositions en France et en Belgique. En 1973, pour l'exposition « Sculptures en Montagnes » en Haute-Savoie, il crée sa plus grande œuvre monumentale, La Grande Échelle, de six mètres de haut (achat de l'État français). Des communes périphériques de Paris et d'ailleurs lui commandent d’autres œuvres, un abribus, et des jardins publics. Après avoir effectué des recherches sur les plantes à poussée lente, Charles Semser incorpore des végétaux dans ses œuvres dès 1971. En 1984, le livre S comme Sculpture : Mythes et parodies de l’écrivain Jacques Meuris est entièrement consacrée à soixante dix des plus grandes œuvres en ciment de Semser, y compris ses pièces monumentales conservées à Caen, Lyon, Ivry, Paris et à des œuvres appartenant à des collections privées en Europe et aux États-Unis. Pour le bicentenaire de la Révolution française, la ville de Savigny-le-Temple sélectionne son projet monumental, La Blonde au Bonnet, pour une installation pérenne en 1989.
Il crée des sculptures en céramique dès 1981. Dans son travail de sculpteur, il n’utilisait l’argile que pour modeler les maquettes de ses grandes pièces, mais peu à peu, il entrevoit les possibilités artistiques intrinsèques de ce matériau. Comme pour le ciment, il développe sa propre technique de cuisson et de glaçage, recherchant minutieusement les formules qui donneront les couleurs lumineuses comme le « rouge sang » et le « bleu acier » caractéristiques de son œuvre. De nombreuses expositions personnelles lui sont consacrées entre 1970 et 2004.
Charles Semser meurt en février 2011. En 2013, la commune d'Assy organise une exposition rétrospective de son œuvre à l’occasion du quarantième anniversaire de l'exposition « Sculptures en Montagne ».

## Expositions personnelles
- 1952 : Hacker Gallery, New York, USA
- 1963 : Galerie Lorensberg, Göteborg, Suède
- 1968 : Centre artistique Verderonne Caroline Corre, Verderonne-Oise, France
- 1970 : Galerie Delta, Rotterdam, Pays-Bas
- 1970 : Galerie Cogeime, Bruxelles, Belgique
- 1971 : Galerie Philippe Lechien, Gordes, France (jardin de Philippe Michel)
- 1974 : Galerie Philippe Demay Galerie Cogeime, Paris, Bruxelles
- 1975 : Foire Internationale d'Art Contemporain. Présentation particulière Galerie Cogeime, Paris, France
- 1975 : Galerie Michel Vokaer, Bruxelles, Belgique
- 1977 : Galerie Miroirs, Rueil Malmaison, Hauts-de-Seine, France
- 1978 : Service Municipal des Affaires Culturelle, Ivry-sur-Seine, Val-de-Marne, France
- 1981 : Centre d'animation Culturelle, Douai, France
- 1982 : Galerie Rennes Sculptures, Rennes, France
- 1984 : Galerie Caroline Corre, Paris, France
- 1984 : Centre culturel américain, Bruxelles, Belgique
- 1985 : Centre culturel André-Malraux Sculptures Polychromes, Cergy-Pontoise, France
- 1986 : Galerie Caroline Corre, Paris, France
- 1987 : CRDC Centre culturel, Saint-Nazaire, Saint-Sébastien-sur-Loire, La Roche-sur-Yon, France
- 1987 : Galerie Pivaut,Nantes, France
- 1988 : Galerie la Papèterie, Bruxelles, Belgique
- 1990 : Galerie de l'Odéon, Marie Thérèse Mathieu, Paris, France
- 1992 : exposition Semser + Mera, Centre d'Art Contemporain, Rouen, France
- 1992 : Galerie Lefor Openo, Paris, France
- 1996 : Galerie La Papèterie, Bruxelles, Belgique
- 1996 : Galerie de l'Odéon,, Bleu de Fer, Rouge de Cuivre, Semser : Sculptures et Céramiques, Paris, France
- 2003 : musée de Noyon, Charles Semser Malices et outrages: Sculptures de 1968 à 2002, Noyon, France
- 2004 : musée Antoine-Vivenel, Parc de Songeons, Compiègne, France

## Expositions collectives
- 1965 : exposition « Ils sont venus de loin », Galerie Delta, Rotterdam
- 1966 : Salon de mai (puis les années suivantes)
- 1969 : musée des beaux-arts d'Anvers en Belgique, avec François Jousselin, Serge Vandercam, Hugh Weiss
- 1973 : Semser participe à l'itinéraire « Sculptures en montagne » créé par le poète Jean-Pierre Lemesle au Plateau d'Assy dans les Alpes
- 2013 : 40e anniversaire de l'itinéraire « Sculptures en montagne » Plateau d'Assy, Alpes, France